# Happysad

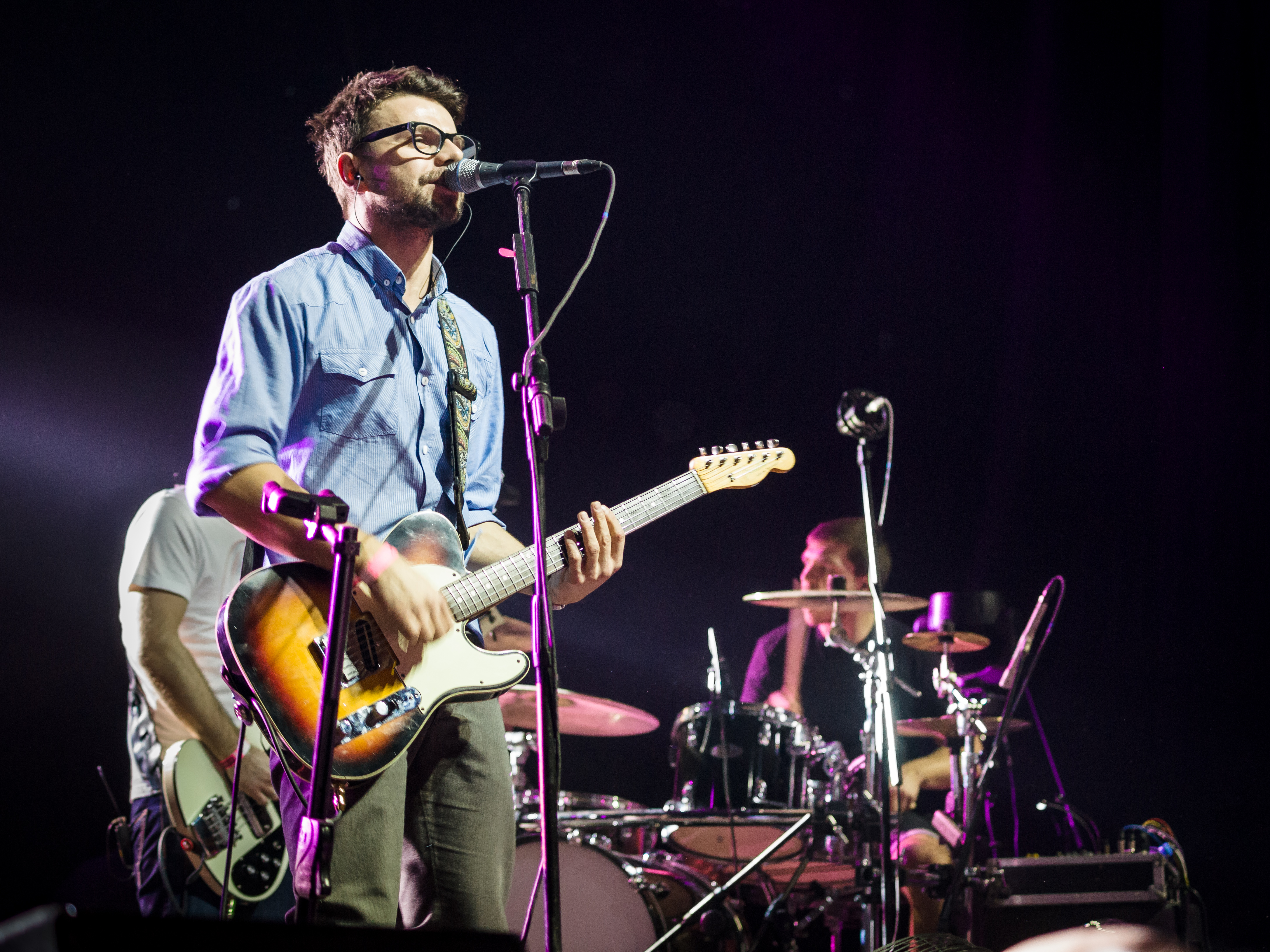
Jakub Kawalec "Quka", vocalist of happysad.

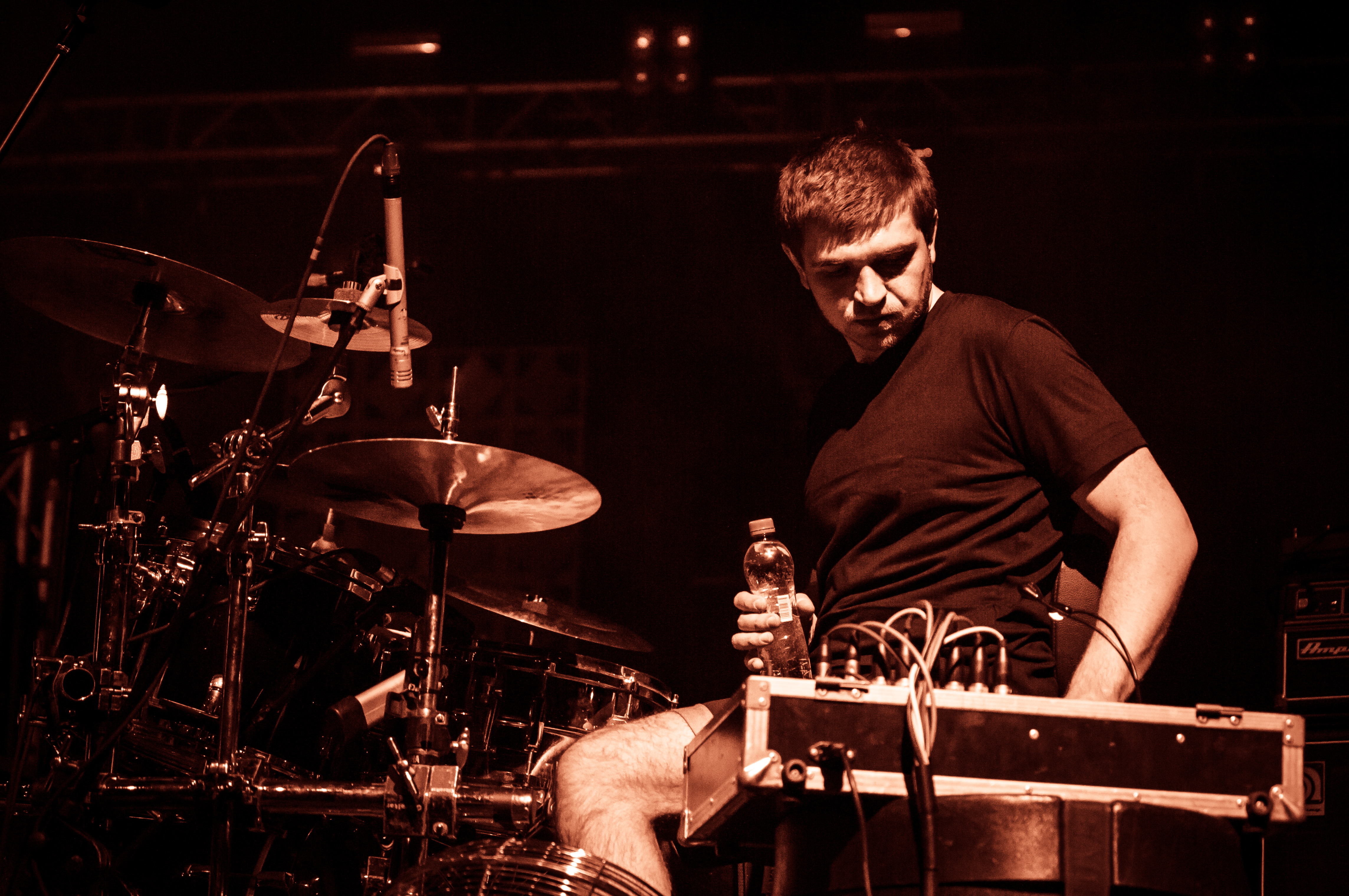
Jarosław Dubiński "Dubin", drummer of happysad.

Happysad è un gruppo rock polacco creato nel 2001 a Skarżysko-Kamienna. Il primo album, “Wszystko jedno” pubblicato nel 2004 riportando un grande successo. Dall'inizio il gruppo si è chiamato HCKF (Il Circolo Filosofico di Hard Core), poi, nel 1997 in nome è stato cambiato per Happy Sad Generation. Il nome happsysad è creato nel 2002, dopo il primo album "Wszystko jedno". L'happysad è un rock aggressivo e dinamico con i testi molto caratteristici. Il gruppo ha tenuto per il pubblico più di 350 concerti in tutta la Polonia.
Terzo album, intitolato "Nieprzygoda" è stato pubblicato nel 1º settembre 2007, durante il festival organizzato annuale da happysad. Nella metà di settembre l'album "Nieprzygoda" era chiamato "il più bene venduto disco in Polonia".

## Organico
Gli attuali membri del gruppo sono:
- Jakub "Quka" Kawalec – voce, chitarra
- Łukasz "Pan Latawiec" Cegliński – chitarra, voce
- Artur "Artour" Telka – basso
- Jarosław "Dubin" Dubiński – batteria

Gli ex-membri del gruppo sono;
- Paweł Półtorak – batteria 2002
- Piotr "Szosiu" Szostak – batteria 2003
- Maciek "Ponton" Sosnowski – batteria 2003–2006

Il manager di Happysad è Paweł "Hares" Hordejuk.

## Discografia
- Wszystko jedno (2004)
- Podróże z i pod prąd (2005)
- Nostress/Łydka (2006) singolo
- Nieprzygoda (2007)
- Mów mi dobrze (2009)
- Ciepło/Zimno (2012)
- Ciało Obce (2017)